# Julio Girón
Julio Estuardo Girón Rafael (Cidade da Guatemala, 2 de março de 1970) é um ex-futebolista guatemalteco que atuava como meio-campista.

## Carreira em clubes
Girón atuou em apenas 3 equipes em sua carreira: Aurora (onde se profissionalizou em 1990 e jogou até 1998), Municipal (9 temporadas, entre 1998 e 2007), disputando 91 jogos e marcando 2 gols, e Deportivo Petapa, onde pendurou as chuteiras aos 37 anos, em janeiro de 2008.

## Seleção
Sua estreia pela Seleção Guatemalteca foi em junho de 1992, num amistoso contra a Nicarágua. Pelos Chapines, disputou 4 Eliminatórias da Copa (1994, 1998, 2002 e 2006), além de 3 edições da Copa Ouro da CONCACAF (1996, 1998 e 2000). Despediu-se da carreira internacional em fevereiro de 2006, contra os Estados Unidos, atuando em seu 82º jogo pela Guatemala - é o sétimo jogador com mais partidas pelo selecionado